# 聖明 (大理)
聖明（せいめい）は、中国の大理国の段素興の時代に使用された元号。
1142年 - 年代不詳。